# Orton Cave
Die Orton Cave ist eine Höhle auf der Ardery-Insel im Archipel der Windmill-Inseln vor der Budd-Küste des ostantarktischen Wilkeslands. Sie liegt in der Westwand der Schlucht Cave Ravine.
Mervyn Noel Orton (1920–1983), Arzt auf der Wilkes-Station, entdeckte sie 1961. Das Antarctic Names Committee of Australia benannte sie nach ihm.